# Các tôn giáo Ấn Độ
Các tôn giáo Ấn Độ, đôi khi cũng được gọi là tôn giáo Dharma, là các tôn giáo có nguồn gốc từ tiểu lục địa Ấn Độ; cụ thể là Hindu giáo, Jaina giáo, Phật giáo và đạo Sikh.. Những tôn giáo này cũng được phân loại là các tôn giáo phương Đông. Mặc dù các tôn giáo Ấn Độ được kết nối thông qua lịch sử của Ấn Độ, nhưng chúng tạo thành một loạt các cộng đồng tôn giáo, và không bị giới hạn ở tiểu lục địa Ấn Độ. 
Bằng chứng chứng thực tôn giáo tiền sử ở tiểu lục địa Ấn Độ bắt nguồn từ những bức tranh đá thời đại đồ đá giữa rải rác trên lục địa này. Người Harappan của nền văn minh lưu vực sông Ấn, tồn tại từ 3300 đến 1300 BCE (thời kỳ trưởng thành 2600-1900 BCE), có một nền văn hóa đô thị hóa sớm có từ trước tôn giáo Vệ đà. 
Lịch sử được ghi lại của các tôn giáo Ấn Độ bắt đầu với tôn giáo Vệ đà lịch sử, các tập tục tôn giáo của người Ấn Độ-Iran đầu tiên, được thu thập và sau đó được tái định hình thành Veda . Thời kỳ sáng tác, chỉnh sửa và bình luận của các văn bản này được gọi là thời kỳ Vệ đà, kéo dài từ khoảng năm 1750 đến 500 TCN.  Các phần triết học của Veda đã được tóm tắt trong Upanishads, thường được gọi là Vedānta, được giải thích theo nhiều cách khác nhau có nghĩa là "các chương cuối, một phần của Veda " hoặc "đối tượng, mục đích cao nhất của Veda". Các kinh Upanishads đầu tiên tất cả có trước Công nguyên, năm trong số mười một Upanishads chính được sáng tác trong khoảng thời gian trước thế kỷ thứ 6 TCN,  và chứa lần đề cập đến đầu tiên đến Yoga và Moksha . 
Thời kỳ Cải cách hoặc Shraman giữa năm 800 và 200 trước Công nguyên đánh dấu một "bước ngoặt giữa Ấn Độ giáo Vệ Đà và Ấn Độ giáo thuần túy".  Phong trào Shramana, một phong trào tôn giáo cổ xưa của Ấn Độ song song nhưng tách biệt với truyền thống Vệ đà, thường thách thức nhiều khái niệm linh hồn của Vệ đà và Upanishadic (Atman) và hiện thực tối thượng (Brahman). Vào thế kỷ thứ 6 TCN, phong trào Shraman đã phát triển thành đạo Jaina  và Phật giáo  và chịu trách nhiệm cho việc phân chia các tôn giáo Ấn Độ thành hai nhánh triết học chính của astika, mà tôn kính Veda (ví dụ, sáu trường phái chính thống của Ấn Độ giáo) và nastika (ví dụ: Phật giáo, đạo Jain, Charvaka, v.v.). Tuy nhiên, cả hai nhánh đều có chung các khái niệm liên quan đến Yoga, saṃsāra (vòng luân hồi sinh tử) và moksha (giải thoát khỏi vòng luân hồi đó).   
Thời kỳ Puranic (200TCN - 500 SCN) và thời Trung cổ sớm (500-1100) đã tạo ra các cấu hình mới của Ấn Độ giáo, đặc biệt là bhakti và Shaivism, Shaktism, Vaishnavism, Smarta và các nhóm tôn giáo nhỏ hơn nhiều như là Shrauta bảo thủ.
Thời kỳ Hồi giáo đầu tiên (1100-1500) cũng đã tạo ra các phong trào mới. Đạo Sikh được thành lập vào thế kỷ 15 dựa trên giáo lý của Đạo sư Nanak và chín Đạo sư người Sikh liên tiếp nhau ở Bắc Ấn Độ .  Phần lớn các tín đồ của đạo này bắt nguồn từ khu vực Punjab .
Với sự thống trị thực dân của Anh, một sự diễn giải lại và tổng hợp của Ấn Độ giáo đã nảy sinh, hỗ trợ cho phong trào độc lập của Ấn Độ .